# Красная книга Тюменской области
Кра́сная кни́га Тюме́нской о́бласти — аннотированный список редких и находящихся под угрозой исчезновения животных, растений и грибов Тюменской области. Региональный вариант Красной книги России.
Была учреждена постановлением администрации Тюменской области в апреле 1999 года в качестве официального документа, содержащего свод сведений о состоянии, распространении и необходимых мерах охраны редких и находящихся под угрозой исчезновения видов диких животных, дикорастущих грибов и растений, постоянно или временно обитающих (произрастающих) на территории Тюменской области. Вместе с тем было постановлено переиздавать книгу, актуализируя данные не реже, чем каждые пятнадцать лет.
Всего в Красную книгу Тюменской области занесены 711 видов, 427 из которых помещены на основные страницы.
В 2017 году перечни видов были обновлены.

## Категории
Все присутствующие в книге виды разделены на шесть категорий, в зависимости от уровня угрозы их возможного исчезновения:
0 — вероятно исчезнувшие виды
1 — находящиеся под угрозой исчезновения
2 — с сокращающейся численностью
3 — редкие или узколокальные
4 — виды с неопределенным статусом (редкие малоизученные)
5 — восстанавливаемые или восстанавливающиеся

## Списки видов
Ниже приведены списки видов, включенных во второе издание (2020) Красной книги Тюменский области (в скобках указана категория редкости).

### Животные
- Erinaceus europaeus — Обыкновенный (среднерусский) ёж (3)
- Nyctalus noctula — Рыжая вечерница (4)
- Plecotus auritus — Бурый ушан (4)
- Lepus europaeus — Заяц-русак (3)
- Marmota bobak — Степной сурок (0)
- Spermophilus pygmaeus — Левобережный малый суслик (0)
- Castor fiber pohlei — Западносибирский обыкновенный бобр (0)
- Sicista subtilis — Степная мышовка (4)
- Pygeretmus pumilio — Тарбаганчик (Земляной зайчик) (4)
- Allactaga major — Большой тушканчик (3)
- Phodopus sungorus — Джунгарский хомячок (3)
- Cricetulus migratorius — Серый хомячок (4)
- Allocricetulus eversmanni — Хомячок Эверсманна (4)
- Ellobius talpinus — Обыкновенная слепушонка (4)
- Vulpes corsac — Корсак (3)
- Mustela lutreola — Европейская норка (0)
- Mustela putorius — Лесной хорь (0)
- Rangifertarandus valentinae — Лесной северный олень (2)

- Gavia arctica — Чернозобая гагара (3)
- Pelecanus onocrotalus — Розовый пеликан (3)
- Pelecanus crispus — Кудрявый пеликан (5)
- Ixobrychus minutus — Волчок, или Малая выпь (3)
- Ciconia nigra — Черный аист (0)
- Branta ruficollis — Краснозобая казарка (3)
- Anser erythropus — Пискулька (2)
- Cygnus olor — Лебедь-шипун (3)
- Aythya nyroca — Белоглазый нырок (1)
- Melanitta fusca — Турпан (1)
- Oxyura leucocephala — Савка (1)
- Pandion haliaetus — Скопа (3)
- Pernis apivorus — Обыкновенный осоед (3)
- Circus macrourus — Степной лунь (3)
- Circus pygargus — Луговой лунь (3)
- Circaetus gallicus — Змееяд (4)
- Aquila nipalensis — Степной орел (4)
- Aquila clanga — Большой подорлик (3)
- Aquila heliaca — Могильник (1)
- Aquila chrysaetos — Беркут (4)
- Haliaeetus albicilla — Орлан-белохвост (3)
- Falco rusticolus — Кречет (1)
- Falco cherrug — Балобан (1)
- Falco peregrinus — Сапсан (1)
- Falco naumanni  — Степная пустельга (4)
- Grus leucogeranus — Стерх (1)
- Anthropoides virgo — Красавка (4)
- Otis tarda — Дрофа (0)
- Otis tetrax — Стрепет (0)
- Burhinus oedicnemus — Авдотка (0)
- Recurvirostra avosetta — Шилоклювка (3)
- Haematopus ostralegus — Кулик-сорока (3)
- Numenius tenuirostris — Тонкоклювый кроншнеп (0)
- Numenius arquata — Большой кроншнеп (3)
- Limnodromus semipalmatus — Азиатский бекасовидный веретенник (4)
- Glareola nordmanni — Степная тиркушка (3)
- Larus ichthyaetus — Черноголовый хохотун (3)
- Hydroprogne caspia — Чеграва (4)
- Sterna albifrons — Малая крачка (4)
- Streptopelia turtur — Обыкновенная горлица (2)
- Bubo bubo — Филин (2)
- Otus scops — Сплюшка (3)
- Strix aluco — Серая неясыть (3)
- Lanius excubitor — Серый сорокопут (2)
- Ocyris aureolus — Дубровник (1)

- Acipenser baerii — Сибирский осетр (2)
- Triturus vulgaris — Обыкновенный тритон (4)
- Pelobates fuscus — Обыкновенная чесночница (3)
- Rana temporaria — Травяная лягушка (3)
- Anguis fragilis — Веретеница ломкая (3)
- Coronella austriaca — Обыкновенная медянка (2)

- Lycosa singoriensis — Южнорусский тарантул (3)
- Orthetrum cancellatum — Стрекоза решетчатая (3)
- Sympetrum pedemontanum — Сжатобрюх перевязанный (3)
- Calopteryx virgo — Красотка-девушка (3)
- Cicadetta montana — Горная цикада (3)
- Cicadetta prasina — Зеленая цикада (2)
- Onconotus laxmanni — Севчук Лаксманна (3)
- Metatropis rufescens — Рыжеватый метатропис (3)
- Dybowskyia reticulata — Сетчатая дыбовския (3)
- Calosoma sycophanta — Пахучий красотел (2)
- Carabus menetriesi — Жужелица Менетрие (2)
- Carabus canaliculatus — Ребристая жужелица (3)
- Carabus stscheglowi — Жужелица Щеглова (3)
- Carabus estreicheri — Жужелица Эстрейхера (3)
- Omophron limbatum — Перевязанный донник (3)
- Brachinus crepitans — Трескучий бомбардир (3)
- Aphodius bimaculatus — Двупятнистый афодий (0)
- Cucujus haematodes — Красная плоскотелка (3)
- Meloe uralensis — Уральская майка (3)
- Blaps halophila — Степной медляк (3)
- Tragosoma depsarium — Косматогрудый дровосек (3)
- Stenocorus meridianus — Стенокорис европейский (1)
- Purpuricenus globulicollis — Круглогрудый усач-краснокрыл (3)
- Aromia moschata — Мускусный усач (3)
- Chlorophorus herbsti — Усач-хлорофорус Гербста (1)
- Xylotrechus pantherinus — Клит ивовый лунчатый (3)
- Echinocerus floralis — Травянистый пестрый усач (3)
- Scolia hirta — Сколия мохнатая (3)
- Scolia schrencki — Сколия Шренка (4)
- Cerceris quadricincta — Оса четырехпоясная (4)
- Bombus muscorum — Моховый шмель (3)
- Bombus schrencki — Шмель Шренка (3)
- Semblis phalaenoides — Бабочковидный ручейник (3)
- Thyris fenestrella — Окончатый мотылек (3)
- Saturnia pavonia — Малая павлиноглазка (3)
- Hemarisfuciformis — Жимолостная шмелевидка (3)
- Hemaris tityus — Скабиозовая шмелевидка (3)
- Hyles euphorbiae — Бражник молочайный (3)
- Eversmannia exornata — Эверсманния украшенная (3)
- Selenia lunularia — Пяденица лунчатая (3)
- Apeira syringaria — Сиреневая пяденица (3)
- Ourapteryx sambucaria — Бузинная крылохвостка (3)
- Sabra harpagula — Серпокрылка крюковидная (3)
- Malacosoma castrensis — Шелкопряд молочайный (3)
- Lasiocampa quercus — Дубовый коконопряд (3)
- Chrysorithrum flavomaculatum — Совка желто пяти и стая (2)
- Euchalcia modestoides — Скромновидная совка (3)
- Pericallia matronula — Медведица-хозяйка (3)
- Carcharodus alceae — Толстоголовка луговая (3)
- 1 phiclides podalirius — Парусник Подалирий (3)
- Parnassius apollo — Обыкновенный аполлон (1)
- Driopa mnemosyne — Чёрный аполлон (мнемозина) (2)
- Colias chrysotheme — Желтушка золотистая (3)
- Colias heos — Желтушка Аврора (3)
- Colias myrmidone — Желтушка ракитниковая (3)
- Nymphalis vaualbum — Многоцветница L-белое (3)
- Vanessa atalanta — Адмирал (3)
- Argyronome laodice — Перламутровка зеленоватая (3)
- Brenthis daphne — Перламутровка Дафна (3)
- Clossiana oscarus — Перламутровка Оскар (3)
- Lopinga deidamia — Краеглазка каменистая (3)
- Erebia cyclopia — Чернушка циклоп (3)
- Erebia medusa — Чернушка медуза (2)
- Hipparchia autonoe — Бархатница автоноя (1)
- Chazara briseis — Сатир Бризеида (1)
- Oeneis tarpeia — ЭнеисТарпея (3)
- Ahlbergia frivaldszkyi — Голубянка Фривальдского (1)
- Scolitantides orion — Голубянка Орион (3)
- Maculinea nausithous — Пятнистокрылка черноватая (3)
- Maculinea arion — Голубянка Арион (3)
- Aricia nicias — Голубянка гераниевая (3)
- Polyommatus damon — Голубянка зеленоватая (3)
- Polyommatus boisduvalli — Голубянка Буадюваля (3)

### Растения
- Tortula truncata — Тортула усеченная (3)
- Meesia uliginosa — Меезия топяная (4)
- Meesia triquetra — Меезия трехгранная (3)
- Bryum moravicum — Бриум моравский (3)
- Bryum uliginosum — Бриум топяной (3)
- Neckera pennata — Некера перистая (3)
- Breidleria pratensis — Брайдлерия луговая (3)
- Pylaisia selwynii — Пилезия Селвина (3)
- Campylium protensum — Кампилиум вытянутый (3)
- Tomentypnum nitens — Томентипнум блестящий (2)

- Huperzia selago — Баранец обыкновенный (1)
- Lycopodiella inundata — Ликоподиелла заливаемая (5)
- Isoetes lacustris — Полушник озерный (4)
- Isoetes setacea — Полушник щетинистый (4)

- Rhizomatopteris montana — Корневищник горный (2)
- Rhizomatopteris sudetica — Корневищник судетский (3)
- Cystopteris fragilis — Пузырник ломкий (2)
- Dryopteris filix-mas — Щитовник мужской (3)
- Phegopteris connectilis — Фегоптерис связывающий (3)
- Botrychium virginianum — Гроздовник виргинский (2)
- Botrychium lanceolatum — Гроздовник ланцетовидный (1)
- Botrychium lunaria — Гроздовник полулунный (0)
- Ophioglossum vulgatum — Ужовник обыкновенный (2)

- Nuphar pumila — Кубышка малая (3)
- Nymphaea tetragona — Кувшинка четырёхгранная (3)
- Asarum europaeum — Копытень европейский (1)
- Corydalis solida — Хохлатка плотная (3)
- Adonis wolgensis — Адонис волжский (1)
- Adonis sibirica — Адонис сибирский (1)
- Aconitum volubile — Борец вьющийся (3)
- Thalictrum foetidum — Василистник вонючий (3)
- Actaea spicata — Воронец колосистый (3)
- Ranunculus silvisteppaceus — Лютик лесостепной (2)
- Atraphaxis frutescens — Курчавка кустарниковая (3)
- Goniolimon speciosum — Гониолимон красивый (3)
- Limonium caspium — Кермек каспийский (3)
- Dianthus acicularis — Гвоздика иглолистная (2)
- Dianthus superbus — Гвоздика пышная (2)
- Silene repens — Смолевка ползучая (3)
- Silene sibirica — Смолевка сибирская (3)
- Cerastium pauciflorum — Ясколка малоцветковая (2)
- Paeonia anomala — Пион уклоняющийся (3)
- Sedum aizoon — Очиток живучий (2)
- Saxifraga hirculus — Камнеломка болотная (3)
- Polygala sibirica — Истод сибирский (2)
- Astragalus austriacus — Астрагал австрийский (3)
- Astragalus sareptanus — Астрагал сарептский (3)
- Astragalus cornutus — Астрагал рогоплодный (3)
- Astragalus testiculatus — Астрагал яичкоплодный (3)
- Glycyrrhiza korshinskyi — Солодка Коржинского (4)
- Glycyrrhiza uralensis — Солодка уральская (2)
- Oxytropis campanulata — Остролодочник колокольчатый (3)
- Thermopsis mongolica — Термопсис монгольский (2)
- Cerasus fruticosa — Вишня кустарниковая (3)
- Rubus caesius — Ежевика сизая (3)
- Spiraea hypericifolia — Спирея зверобоелистная (3)
- Hypericum elegans — Зверобой изящный (2)
- Hypericum hirsutum — Зверобой пушистый (3)
- Alyssum lenense — Бурачок ленский (3)
- Alyssum obovatum — Бурачок обратнояйцевидный (3)
- Tilia cordata — Липа сердцевидная (древесная форма естественного происхождения) (3)
- Primula longiscapa — Первоцвет длиннострелковый (2)
- Primula macrocalyx — Первоцвет крупночашечный (1)
- Selinum carvifolia — Гирча тминолистная (3)
- Peucedanum morisonii  — Горичник Морисона (3)
- Dipsacus gmelinii — Ворсянка Гмелина (1)
- Scabiosa ochroleuca — Скабиоза бледно-желтая (3)
- Scabiosa isetensis — Скабиоза исетская (2)
- Adenophora liliifolia — Бубенчик лилиелистный (3)
- Aster alpinus — Астра альпийская (3)
- Aster amellus — Астра степная (2)
- Rhaponticum serratuloides — Большеголовник серпуховый (2)
- Centaurea sibirica — Василек сибирский (2)
- Saussurea parviflora — Горькуша мелкоцветковая (4)
- Scorzonera austriaca — Козелец австрийский (3)
- Scorzonera parviflora — Козелец мелкоцветковый (3)
- Echinops crispus — Мордовник курчавый (3)
- Jurinea cyanoides — Наголоватка васильковая (1)
- Jurinea multiflora — Наголоватка многоцветковая (3)
- Pyrethrum corymbosum — Пиретрум щитковидный (3)
- Serratula cardunculus — Серпуха чертополоховая (1)
- Helichrysum arenarium — Цмин песчаный (4)
- Onosma simplicissima — Оносма простейшая (3)
- Veronica krylovii  — Вероника Крылова (3)
- Veronica officinalis — Вероника лекарственная (1)
- Veronica incana — Вероника седая (3)
- Castilleja pallida — Кастиллея бледная (1)
- Verbascum phoeniceum — Коровяк фиолетовый (3)
- Pedicularis dasystachys — Мытник мохнатоколосый (3)
- Pedicularis resupinata — Мытник перевернутый (2)
- Digitalis grandiflora — Наперстянка крупноцветковая (3)
- Salvia stepposa — Шалфей степной (3)
- Schizonepeta multifida — Шизонепета многонадрезная (2)
- Stachys sylvatica — Чистец лесной (3)
- Rubia tatarica — Марена татарская (3)
- Galium tinctorium — Подмаренник красильный (3)
- Acorus calamus — Аир болотный (4)
- Caulinia minor — Каулиния малая (2)
- Najas marina — Наяда морская (4)
- Potamogeton sarmaticus — Рдест сарматский (4)
- Zannichellia pedunculata — Заннихеллия длинноножковая (4)
- Zannichellia repens — Заннихеллия ползучая (4)
- Ruppia maritima — Руппия морская (1)
- Gagea granulosa — Гусиный лук зернистый (4)
- Fritillaria meleagroides — Рябчик малый (2)
- Allium microdictyon — Лук мелкосетчатый (2)
- Allium nutans — Лук поникающий (2)
- Iris humilis — Ирис низкий (3)
- Iris ruthenica — Ирис русский (1)
- Iris glaucescens — Ирис сизоватый (0)
- Cypripedium ×ventricosum — Башмачок вздутый (2)
- Cypripedium guttatum — Башмачок крапчатый (3)
- Cypripedium macranthon — Башмачок крупноцветковый (2)
- Cypripedium calceolus — Башмачок настоящий (3)
- Herminium monorchis — Бровник одноклубневый (3)
- Epipactis palustris — Дремлик болотный (3)
- Epipactis atrorubens — Дремлик темно-красный (1)
- Neottia nidus-avis — Гнездовка настоящая (3)
- Neottianthe cucullata — Гнездоцветка клобучковая (3)
- Calypso bulbosa — Калипсо луковичная (2)
- Gymnadenia conopsea — Кокушник длиннорогий (3)
- Corallorhiza trifida  — Ладьян трехнадрезный (3)
- Liparis loeselii — Липарис Лезеля (2)
- Malaxis monophyllos — Мякотница однолистная (2)
- Epipogium aphyllum — Надбородник безлистный (2)
- Dactylorhiza maculata — Пальчатокоренник пятнистый (2)
- Dactylorhiza russowii — Пальчатокоренник Руссова (2)
- Dactylorhiza traunsteineri — Пальчатокоренник Траунштейнера (2)
- Coeloglossum viride — Пололепестник зеленый (3)
- Spiranthes sinensis — Скрученник китайский (3)
- Listera cordata — Тайник сердцевидный (0)
- Listera ovata — Тайник яйцевидный (2)
- Hammarbya paludosa — Хаммарбия болотная (4)
- Orchis ustulata — Ятрышник обожённый (1)
- Orchis militaris — Ятрышник шлемоносный (2)
- Carex arnellii — Осока Арнелля (3)
- Carex montana — Осока горная (3)
- Carex sedakowii — Осока Седакова (2)
- Carex obtusata — Осока притупленная (3)
- Coleanthus subtilis — Влагалищецветник маленький (2)
- Cleistogenes squarrosa — Змеёвка растопыренная (2)
- Stipa zalesskii — Ковыль Залесского (3)
- Stipa korshinskyi — Ковыль Коржинского (3)
- Stipa pulcherrima — Ковыль красивейший (1)
- Stipa lessingiana  — Ковыль Лессинга (3)
- Stipa dasyphylla — Ковыль опушеннолистный (2)
- Stipa pennata — Ковыль перистый (3)
- Stipa tirsa — Ковыль узколистный (3)
- Helictotrichon desertorum — Скрученноостник пустынный (3)
- Helictotrichon schellianum — Скрученноостник Шелля (3)

- Lobaria pulmonaria — Лобария легочная (2)
- Heterodermia japonica — Гетеродермия японская (4)
- Cetrelia cetrarioides — Цетрелия цетрариевидная (4)
- Sarcosoma globosum — Саркосома шаровидная (3)
- Ganoderma lucidum — Ганодерма блестящая (3)
- Amylocyctis lapponica — Амилоцистис лапландский (3)
- Polyporus rhizophilus — Полипорус корнелюбивый (3)
- Haploporus odorus — Гаплопорус пахучий (4)
- Lentinus martianoffianus — Пилолистник Мартьянова (3)
- Tyromyces fumidiceps  — Тиромицес дымчато-шляпочный (4)
- Favolus pseudobetulinus — Фаволус ложноберезовый (3)
- Sarcodontia spumea — Саркодонция пенообразная (3)
- Sparassis crispa — Спарассис курчавый (3)
- Antrodiella foliaceodentata — Антродиелла листозубчатая (3)
- Hericium erinaceus — Герициум гребенчатый (4)
- Clavariadelphus pistillaris — Рогатик пестиковый (3)
- Gomphus clavatus — Гомфус булавовидный (3)
- Ramariopsis pulchella — Рамариопсис красивейший (3)
- Ramaria fennica — Рамария финская (3)
- Hydnellum suaveolens — Гиднеллум душистый (3)
- Pluteus fenzlii — Плютей Фенцля (3)
- Arrhenia discorosea — Аррения розоводисковая (4)
- Pleurotus dryinus — Вешенка дубовая (4)